# Bleimor
 (septembre 2010).
Si vous disposez d'ouvrages ou d'articles de référence ou si vous connaissez des sites web de qualité traitant du thème abordé ici, merci de compléter l'article en donnant les références utiles à sa vérifiabilité et en les liant à la section « Notes et références ».

Emblème des scouts Bleimor

Bleimor est une organisation de scouts bretons. Le nom signifie le loup de mer en breton. Il vient du pseudonyme utilisé par un poète breton Jean-Pierre Calloc'h, mort lors de la Première Guerre mondiale. C'est aussi par homonymie, le nom d'un groupe de résistants ayant agi en Centre-Bretagne (dont le neveu de Yann Ber Calloc'h : Jean-Pierre Genevisse) durant la Seconde Guerre mondiale.
Les Scouts Bleimor ont joué un rôle de premier ordre du fait de l'action de Perig Géraud-Keraod et de son épouse Lizig dans les débuts des Scouts d'Europe dont ils forment le gros des premiers effectifs.

## Historique

### Scoutisme
Créé le 9 janvier 1946 à Paris, le centre scout Bleimor (de langue bretonne) prend le nom d'Urz Skaouted Bleimor. Pierre Géraud dit Keraod et son épouse Lizig Géraud dite Keraod sont les initiateurs du centre. Le Père Joseph Chardronnet est son aumônier de 1948 à 1965.
Les Scouts Bleimor sont une association constituée au sein des Scouts de France pour les unités masculines et des Guides de France pour les unités féminines. Lors d’une réunion à Tréguier le 21 août 1962, les Bleimor décident à l’unanimité de quitter ces mouvements. La raison officielle de ce départ est la suppression des provinces dans l’organisation des Scouts de France, remplacées par les régions, mais c’est à un mouvement de réforme beaucoup plus profond que Bleimor s’oppose, une série de réformes que les Scouts de France entament au début des années 1960 qui conduira notamment à la création de pionniers en 1964.
Ils rejoignent ensuite une petite association fondée par Jean-Claude Alain, les Scouts d'Europe, dont ils prennent le contrôle et imposent leur pédagogie et le catholicisme. Les orientations, les structures et les revues de ce mouvement doivent tout ou presque à Pierre Géraud et à son épouse. Le scoutisme "Bleimor" perdurera au sein de la nouvelle association à travers des brevets et des week-ends culturels bretons.

### Statuts
Les statuts de la communauté Bleimor sont officiellement déposés auprès de la préfecture de police de Paris en avril 1950. Le but de l'association est la : « pratique du scoutisme et des activités d'expression culturelle, danse, chant choral, musique populaire, jeu dramatique » (pas de référence aux Scouts de France ni à la langue bretonne).

### Abbé Perrot
Le premier bulletin, publié en 1947, précise les objectifs : « Action chrétienne, expression celtique, service social, formation spirituelle, culturelle et folklorique des scouts routiers, cheftaines et Guides de France d'origine bretonne ». C'est dans le souvenir de l'abbé Perrot que culmine le « militantisme breton » des scouts Bleimor.

### Prolongement breton
Cette organisation de scoutisme est membre de la fédération Kendalc’h créée en 1951 ainsi que du Kuzul ar Brezhoneg, fédération créée en 1958 (elle regroupe les associations bretonnes militant pour l'orthographe unifiée du breton). En 1949, on retrouve affiliées les communautés de Paris, Rennes et Saint-Brieuc. Dès 1957, les scouts Bleimor rencontrent à l'École des cadres d’Orsay les Éclaireuses éclaireurs israélites de France autour de leur chef Léon Askénazi (pour rassembler des peuples dispersés et sauvegarder l'identité de sa jeunesse). En 1960, à Paris, l'organisation est complétée par une structure d’extension (Bleimor-Sana), un bagad (dont le jeune Alan Stivell devenu penn- soner (chef sonneur) du bagad en 1962 après Gwennole Le Menn, Mik Le Cossec et Donatien Laurent), une chorale, une formation de harpistes (Telenn Bleimor, créée chez les guides à la suite d'Alan Cochevelou qui ne l'intégra pas). En 1962, il y a 215 membres dont la majorité est à Paris, puis Rennes, Quimper, Vannes et Quintin.

### Bagad Bleimor
Dès 1950, au Bleun-Brug de Saint-Pol-de-Léon, une représentation publique du bagad Bleimor est organisée. Ce bagad va être présent dans de très nombreuses manifestations bretonnes (il est champion de Bretagne des bagadoù en 1966, 1973, 1980 et 1987). En novembre 1967, il se détache de l'organisation Bleimor et se constitue en association indépendante (concrétisant ainsi les fortes divergences idéologiques de ses responsables avec les dirigeants fondateurs de Bleimor) . Il devient l'un des bagad officiels de la ville de Lorient où il s'installe, pour, en 1969, quitter Lorient pour Langonnet puis Douarnenez. En 1994, le bagad Bleimor se présente une dernière fois au concours national des bagadous de Lorient et fusionne en 1995 avec la Kevrenn An Arvorig.

### Exil et nationalisme breton
Il faut ajouter parmi les membres d'une forte émigration économique venu de la[Bretagne, celle politique de militants nationalistes bretons assignés à résidence en région parisienne à la suite de la Libération, qui se retrouvent soit dans la structure associative, soit par la participation de leurs enfants. Ainsi le fils de François Debeauvais, entré par l’intermédiaire d’Herry Caouissin (lié à l'organisation scoute) ou encore Paul Gaignet, ancien cadre du Parti national breton sous l’Occupation, qui devient en 1962 responsable de la structure regroupant les amis et les anciens de cette organisation. On y retrouve aussi le capitaine de vaisseau Henri Le Masson.

Le drapeau de Bleimor.

#### Activisme
En janvier 1948, le clan lié à Bleimor va occuper les locaux du journal La Bretagne à Paris à la suite d’un article rendant compte de l’arbre de Noël des petits Bretons de région parisienne et évoquant « la dissidence larvée des scouts bretons ». En 1952, il perturbe la fin d’un meeting organisé par le journal Témoignage chrétien en faveur des époux Rosenberg.
Michel Nicolas décrit dans son livre : « On imagine assez bien l’atmosphère régnant dans les cercles celtiques, proche d’une sorte de scoutisme où les Breizh Atao en faveur de la Bretagne constituent pour les jeunes à la fois une règle de vie et un comportement militant. »[réf. nécessaire]
Olier Mordrel précise dans son livre Breiz Atao que le créateur « voulait que la jeunesse qu'il rassemblait fasse siennes les plus anciennes traditions. Il retrouva l'ancienne harpe celtique qui était l'instrument qui accompagnait les trouvères attachés à nos anciens souverains bretonnants. Il y en avait et il y en eut nouvellement de deux sortes : une harpe chorale se jouant assis et une harpe portative se jouant debout. Keraod forma le premier orchestre de harpes, un telengor d'enfants...".
Olier Mordrel amalgame, de la sorte, l'instigateur du retour de la harpe celtique, Georges Cochevelou avec son fils Alan Cochevelou, et l'appui de cette renaissance par Perig et Lizig Géraud-Keraod.

#### Opposition interne
La troupe des scouts appelée troupe Sant-Herve (et son bagad qui s'en sépara plus tard) tenait à être autonome vis-à-vis de la communauté Bleimor et ses dirigeants, et conserver son indépendance envers leurs positions. Les idées de Perig Keraod n'étaient pourtant pas aussi à droite qu'on a bien voulu le dire.
Une partie non négligeable des scouts avait, dès l'adolescence, évolué vers un christianisme de gauche ou vers un socialisme breton.

### Membres
Toute une génération de militants et musiciens bretons est issue du scoutisme breton :
- Alan Stivell
- Kristen Noguès
- Yann Bouessel du Bourg
- Gwenolé Le Menn
- Donatien Laurent
- Gwenc'hlan Le Scouëzec[1]
- Roger Gargadennec, fils du militant et résistant du même nom
- Thérèse Miniou
- Yann Cheun Veillard
- Perig Géraud-Keraod, cofondateur des Scouts d'Europe
- Alain Le Buhé